# Liu Tingting (ginnasta)
Liu Tingting (刘婷婷S, Liú TíngtíngP; Canton, 6 settembre 2000) è una ginnasta cinese, campionessa del mondo alla trave nel 2018.

## Carriera

### Carriera junior
Liu Tingting è stata campionessa nazionale juniores nel 2015.

### Carriera senior
L'anno seguente ha iniziato a competere a livello senior, ottenendo ai campionati nazionali cinesi il terzo posto individuale e il secondo posto alla trave. Originariamente inserita nella squadra cinese impegnata alle Olimpiadi di Rio de Janeiro 2016, a causa di un infortunio alla mano alla fine è stata sostituita da Tan Jiaxin mancando così l'appuntamento olimpico.
A Montréal 2017 ha disputato i suoi primi campionati mondiali, giungendo settima nella finale alla trave. L'anno successivo ha vinto la medaglia d'oro con la Cina nel concorso a squadre e un altro oro alle parallele ai Giochi asiatici di Giacarta 2018. Poi ai Mondiali di Doha 2018 ha guadagnato con la rappresentativa cinese il terzo posto nel concorso a squadre e vinto nella competizione individuale la finale alla trave.
Ai Mondiali di Stoccarda 2019 ha ottenuto la medaglia d'argento alla trave, alle spalle della statunitense Simone Biles e davanti alla connazionale Li Shijia. Qualificatasi alla finale del concorso individuale insieme a Li Shijia, dopo la prestazione nel concorso a squadre dove la Cina ha concluso al quarto posto, in finale è stata rimpiazzata da Tang Xijing (21º posto nella fase di qualificazione) che in seguito ha vinto la medaglia d'argento. Ha disputato anche la finale delle parallele asimmetriche terminando al settimo posto.